# Celistvě uzavřený obor
Celistvě uzavřený obor je pojem z oboru komutativní algebry. Jedná se o takový obor integrity {\displaystyle R}, jenž je rovný svému celistvému uzávěru ve svém podílovém tělese {\displaystyle P}, tedy do kterého patří každý prvek z {\displaystyle P}, jenž je kořenem nějakého monického polynomu s koeficienty z {\displaystyle R}. Celistvě uzavřená jsou například všechna tělesa, Gaussovy obory a Dedekindovy obory.